# St. Nikolaus unterm Krudum

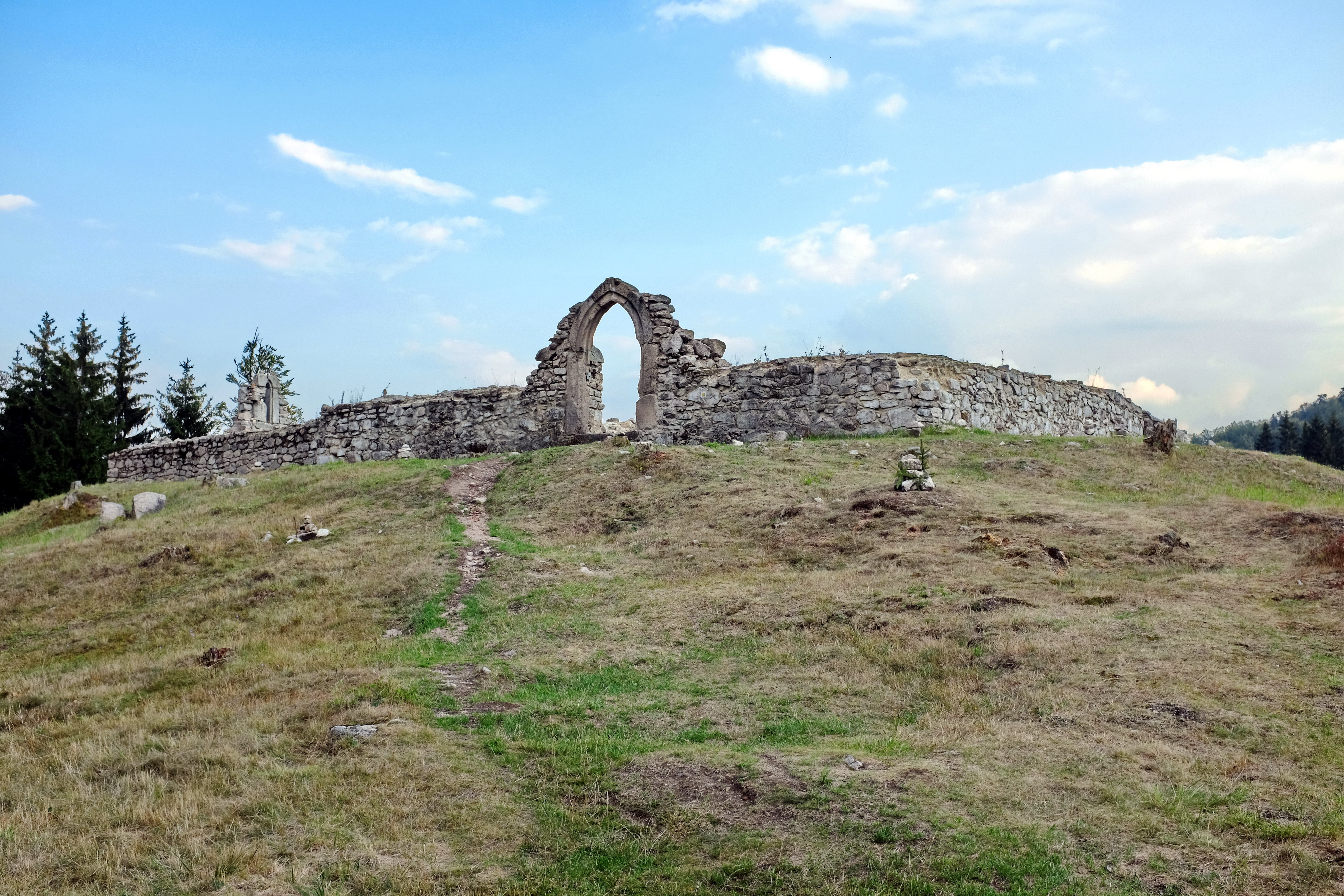
St. Nikolaus unterm Krudum

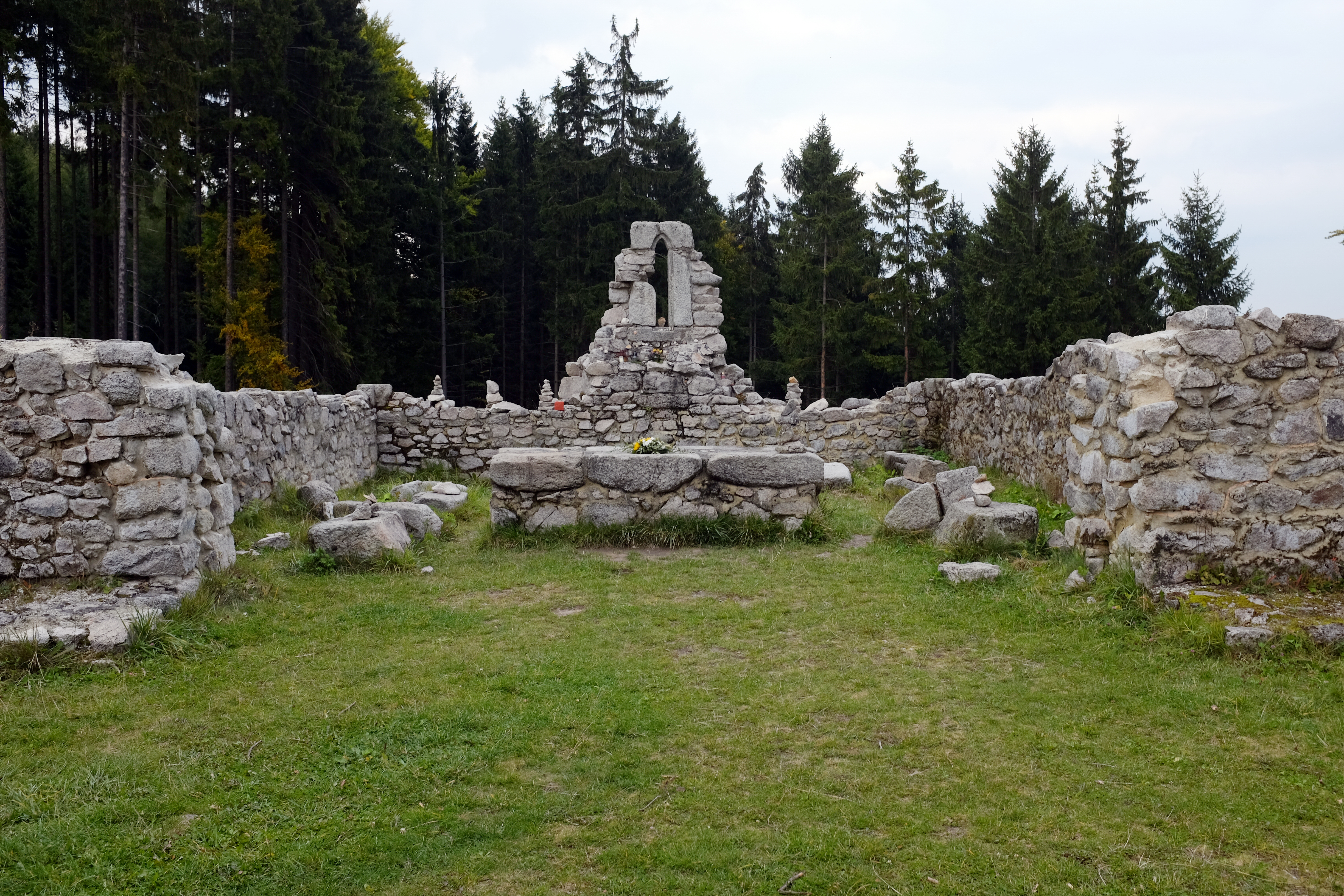
Innenansicht

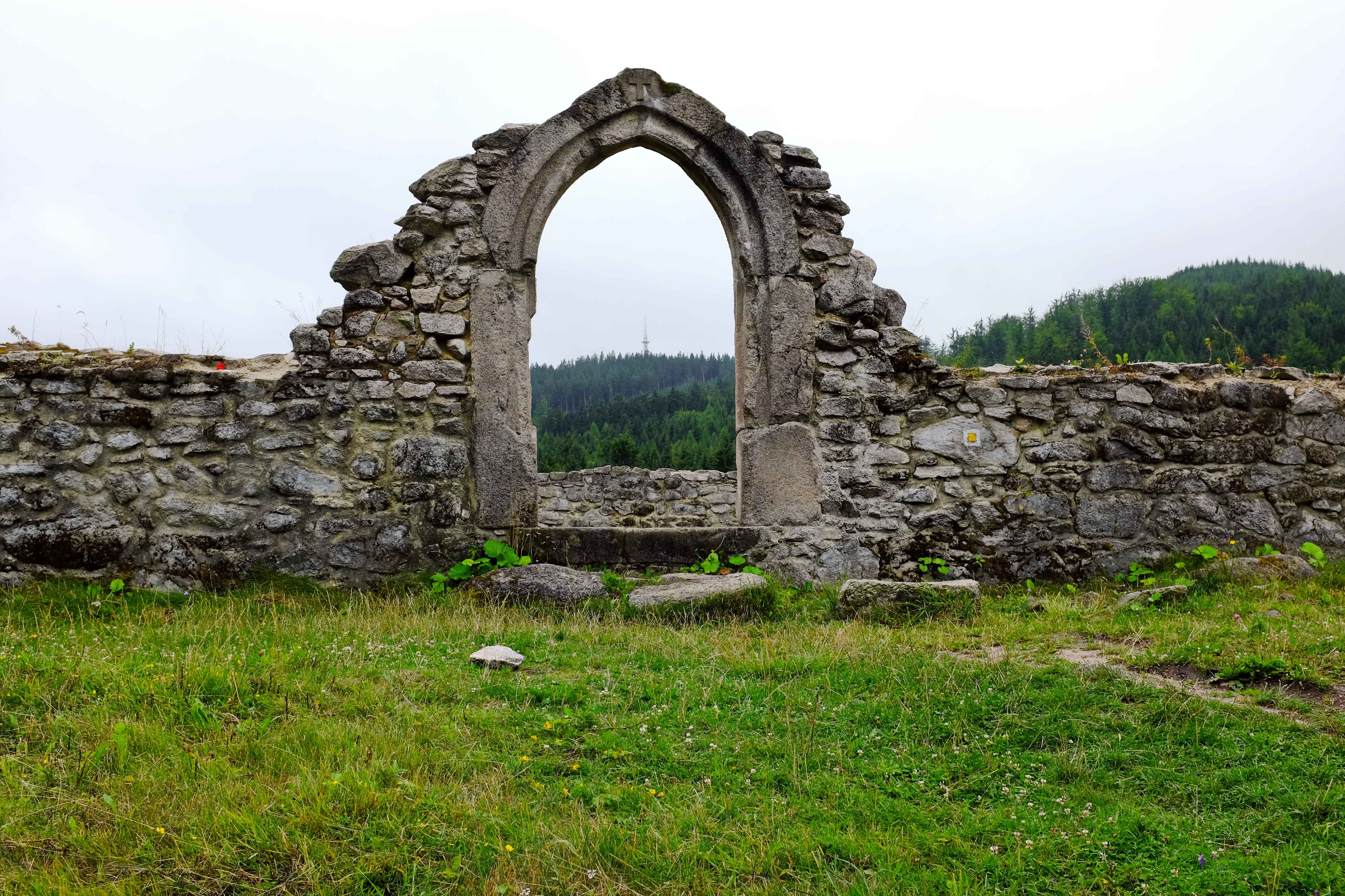
Portal

Die wüste Kirche St. Nikolaus unterm Krudum (tschechisch Kostel sv. Mikuláše pod Krudumem) ist ein sagenumwobenes ehemaliges Sakralbauwerk im Kaiserwald, Tschechien. Die wahrscheinlich im 16. Jahrhundert untergegangene Kirche war 500 Jahre nicht lokalisierbar, ihre Reste wurden erst im Jahre 2002 wiederentdeckt.

## Geographie
Die Kirche befand sich sechs Kilometer westlich von Horní Slavkov bei Hrušková am nördlichen Fuße des Dreigipfels Krudum.

## Geschichte
Über die Entstehung der Kirche ist nichts bekannt. Da sie dem hl. Nikolaus als Schutzpatron der Kaufleute geweiht war und an einer alten Handelsstraße von Eger über Königsberg, Schlaggenwald, Petschau und Luditz nach Prag lag, lässt vermuten, dass sie als Wegekirche errichtet wurde. Andererseits war der Krudum im 13. Jahrhundert eines der Zentren des Silber- und Zinnbergbaus im Kaiserwald.
Die erste urkundliche Erwähnung der Kirche St. Nikolaus erfolgte im Jahre 1253, als König Wenzel I. die St.-Wenzels-Kirche in Elbogen mit den Filialkirchen St. Wolfgang, St. Johannes und St. Nikolaus den Prager Kreuzherren mit dem Roten Stern überließ. Weitere mittelalterliche Erwähnungen ließen jedoch keinen genauen Schluss über die Lage der Kirche zu.

## Forschungen
Erste Untersuchungen zur Lokalisierung der inzwischen legendenumwobenen Kirche unternahm zu Beginn des 20. Jahrhunderts der Heimatforscher Anton Gnirs. Seine Recherchen in verschiedenen Kartenwerken waren jedoch erfolglos.
Nach größeren Windbrüchen in den 1980er und 1990er Jahren kamen schließlich Mauerreste zu Tage. Durch die zwischen 2002 und 2006 angestellten archäologischen Untersuchungen konnten diese als Gemäuer einer Kirche identifiziert werden. Teile der Mauern wurden wieder aufgebaut.

## Beschreibung
Das Kirchenschiff besaß eine Länge von 14,8 m und eine Breite von 12,8 m. Umgeben war die Kirche mit Mauern von 1,15 m Stärke. Bei den Grabungen wurden zwei menschliche Skelette sowie Münzen, die bis zur Regentschaft Johann von Luxemburgs zurückreichen, gefunden.
Das Areal der wüsten Kirche wird seit 2005 für Aufführungen der Nikolaus-Legende genutzt.